# Bourlens
Bourlens (okzitanisch: Borlens) ist eine Gemeinde mit 373 Einwohnern (Stand: 1. Januar 2022) in Frankreich im Département Lot-et-Garonne in der Region Nouvelle-Aquitaine (bis 2016: Aquitanien). Bourlens gehört zum Arrondissement Villeneuve-sur-Lot und zum Kanton Le Fumélois. 

## Geografie
Bourlens liegt etwa 21 Kilometer ostnordöstlich von Villeneuve-sur-Lot. An der südlichen Gemeindegrenze verläuft das Flüsschen Rivièrette, das hier Ruisseau de Périssan genannt wird. Umgeben wird Bourlens von den Nachbargemeinden Montayral im Norden, Thézac im Osten, Tournon-d’Agenais im Süden, Cazideroque im Südwesten sowie Saint-Georges im Westen und Nordwesten.

## Bevölkerungsentwicklung
| 1962                       | 1968 | 1975 | 1982 | 1990 | 1999 | 2006 | 2018 |
| -------------------------- | ---- | ---- | ---- | ---- | ---- | ---- | ---- |
| 338                        | 308  | 342  | 368  | 376  | 354  | 369  | 377  |
| Quellen: Cassini und INSEE |      |      |      |      |      |      |      |

## Sehenswürdigkeiten
- Kirche Saint-Pierre-aux-Liens aus dem 11. Jahrhundert

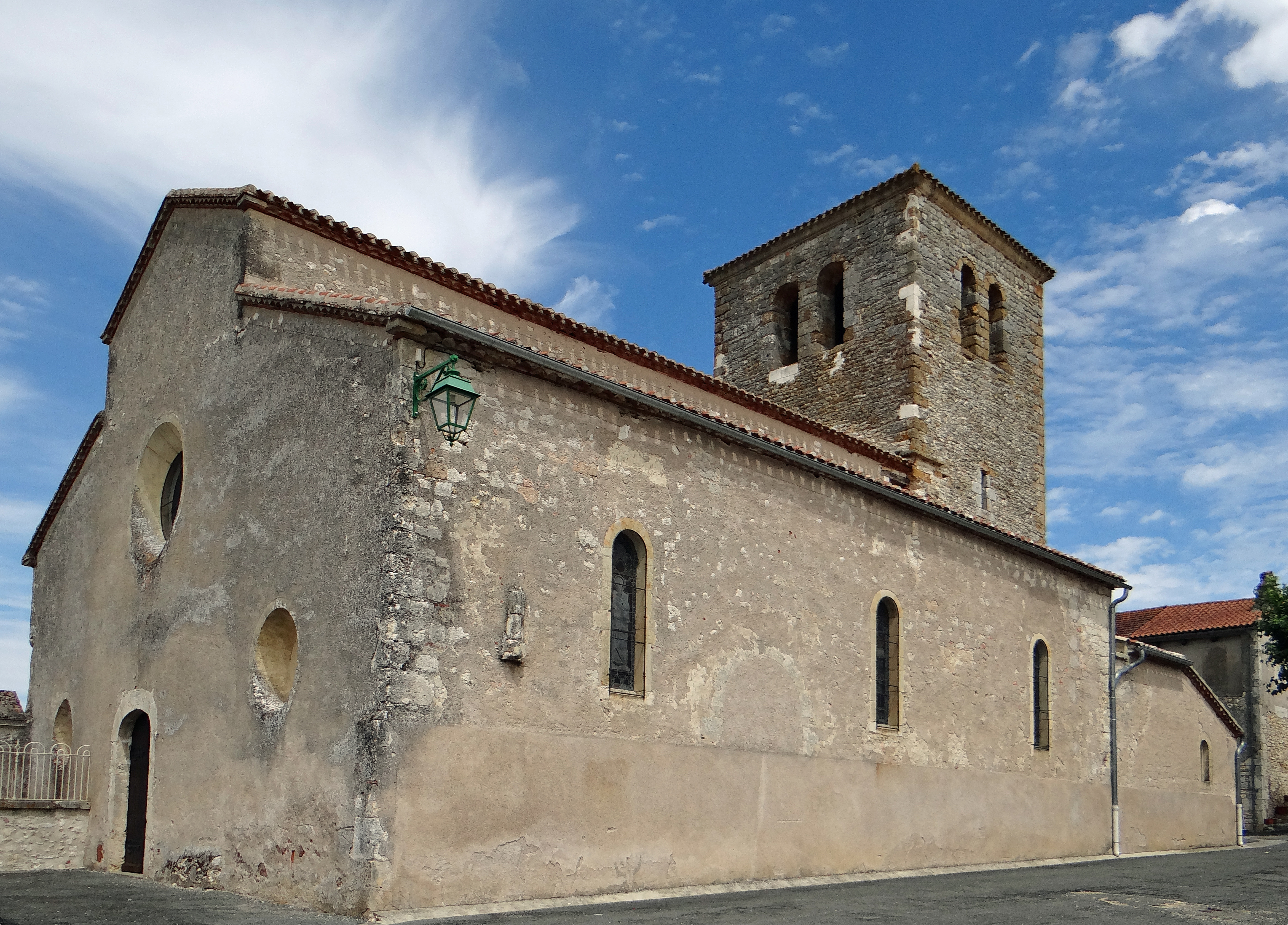
Kirche Saint-Pierre-aux-Liens